# Binary Floor Control Protocol
 (septembre 2020).
Si vous disposez d'ouvrages ou d'articles de référence ou si vous connaissez des sites web de qualité traitant du thème abordé ici, merci de compléter l'article en donnant les références utiles à sa vérifiabilité et en les liant à la section « Notes et références ».
Binary Floor Control Protocol est un protocole (décrit par la RFC 4582) qui permet de gérer l'accès à la prise de parole dans un environnement de conférence audio ou vidéo. La prise de parole peut être exclusive (une seule personne qui parle) ou peut être partagée (plusieurs entités parlent en même temps).
Il complète d'autres fonctions comme l'établissement des sessions média et la manipulation des politiques dans une conférence ; ceux-ci sont traitées par d'autres protocoles.
Il permet de définir plusieurs flux de communication (par exemple, voix de l'orateur, traductions, image de l'orateur, présentation graphique, texte).
Il définit les acteurs impliqués dans l'opération d'attribution du droit à la parole, ainsi que les interactions entre eux.
Le media participant peut choisir le flux qu'il veut recevoir ; s'il est un floor participant il peut demander la parole, pour lui-même ou pour un autre media participant. Le floor control server transmet cette requête au floor chair (présidence), s'il y en a un, qui peut accorder et révoquer l'usage des canaux du floor (à défaut, cette prérogative revient à l'orateur du moment). Si la requête est acceptée, le floor participant devient l'émetteur sur les canaux de communication.